# Thomas, a gőzmozdony
A Thomas, a gőzmozdony, majd Thomas és barátai, majd Thomas és barátai: Nagy világ, nagy kalandok (eredeti cím: Thomas the Tank Engine, majd Thomas & Friends, majd Thomas & Friends: Big World! Big Adventures!) 1984 és 2020 között vetített angol televíziós tárgymozgatásos animációs- és 3D-s számítógépes animációs sorozat, amelynek alkotói Wilbert Awdry, Christopher Awdry és Britt Allcroft voltak. A sorozat a The Railway Series című könyvsorozat alapján készült, amit Wilbert Awdry írt. A forgatókönyvet Andrew Brenner írta, az animációs sorozatot David Baas rendezete, a zenéjét Peter Hartshorne szerezte, a producerei Halim Jabbour és Robert Anderson voltak. A HiT Entertainment készítette, a Lionsgate Entertainment forgalmazta. A sorozat 1984-től 2008-ig tárgymozgatásos animációval, 2009-től számítógépes animációval készült. Műfaját tekintve oktató- és ismeretterjesztő filmsorozat. Az Egyesült Királyságban az ITV, a Channel 5 és a Nick Jr. tűzte műsorára, Magyarországon a Minimax, a JimJam, az M1 az M2 és a TV2 Kids tűzte műsorára.
A Mattel Television 24 évad után megszüntette a sorozatot. Helyette 2021 szeptember 18-án 2D-s számítógépes animációs sorozat érkezett, Thomas, a gőzmozdony: Kismozdony kalandok címmel.

## Előtörténete
1945-ben írta az első könyvet Rev. W. Awdry anglikán lelkész. Az író, Awdry saját kisfia, Christopher szórakoztatására találta ki a történeteket a beszélő mozdonyokról még 1943-ban, de az első könyve csak 1945-ben jelenhetett meg a háború miatt. Annyira sikeres lett a sorozat, hogy Christopher folytatta a történetek írását Wilbert visszavonulása után.
Thomas és Sodor szigetén élő barátai története 1984-ben került először képernyőre, amikor a televíziós jogokat Britt Allcroft, a sorozat leendő producere kapta. Thomas minden idők egyik legnépszerűbb karaktere, világszerte 80 millió példányt adtak el Awdry könyvéből. A sorozat indulásakor Ringo Starr, a Beatles dobosa nemcsak a történet narrátora volt, hanem a szereplők hangját is ő kölcsönözte. Egyedül Japánban és Dél-Koreában mutatták be az animációs filmet úgy, hogy nem egy ember, hanem más-más színész adta egyes szereplők hangját. Thomas bekerült a Guinness Rekordok Könyvébe, amikor megépítették minden idők legnagyobb vasútmodelljét, és a történet egyik szereplőjét, Jamest.

## Sodor szigete

Sodor szigetének térképe a vasútvonalakkal

Sodor egy képzeletbeli sziget, amely Anglia és a Man-sziget között fekszik. Számos vasútvonalát a North Western Railway nevű vállalat üzemelteti. A sziget térképéből több verzió is készült, és nem mindegyiken szerepel az összes szárnyvonal, mivel a könyvek mellett, a sorozat két külön kánont tartalmaz. 

### Sodor vasútvonalai

#### A fővonal
Barrow-In-Furness és Tidmouth között fut, ezen dolgoznak az olyan nagy mozdonyok, mint Gordon, Henry és James. A leggyakrabban említett vonata az "Expressz", amelyet Gordon húz.

#### Ffarquhar szárnyvonal
Ez Thomas szárnyvonala, amelyen Annievel és Clarabellel végzi a személyszállítást. A vonalon található kőfejtőben dolgozik Toby, aki azért került ide, mert egy rendőr kifogásolta, hogy Thomasnak nincsenek takarólemezei a kerekei fölött. Percy, a kis zöld mozdony teherszállítást végez a vonalon, és Daisy (Százszorszép) is részt vett a személyszállításban, azóta az Arlesburgh-Harvick szárnyvonalon dolgozik.
Brendam szárnyvonal
Ez Edward szárnyvonala. Wellsorth-től Brendam-ig tart. Brendam-tól kezdődött, a bezárt agyag bánya is, ami már nem üzemel. Bill, Ben, BoCo, és Derek dolgoztak itt.

#### Skarloey Vasút
Skarloey az egyik legidősebb mozdony, aki Sodor szigetén szolgálatot teljesít. Lelkesen és kitartóan végzi a munkáját, és koránál fogva nagyon bölcs. Ő viseli az egyes számot az összes mozdony körül, és névtáblája is van.
Mid Sodor Vasút
Egy, már nem működő keskeny nyomtávú vasút. Duke, Falcon (Sir Handle), Stuart (Peter Sam) itt dolgoztak. A vasúton más mozdonyok is dolgoztak, pléldául.: Smudger (Stanley a könyvekben), Bertam, és valószínűleg Freddie. Jim, Tim, Jerry, Atlas,  Mid Sodor, és az egyéb könyvekben szereplő mozdonyokról keveset tudni.
Peel Godred Vasút
A könyvekben keveset szerepel, az itt levő gát miatt áramot termelnek, így ez volt az első villanyvasút a szigeten. Innen indul a Culdee Fell vasút is. A vasút építése miatt szűnt meg a Mid Sodor vonal. A sorozatban hagyományos vasútként tűnik fel, melynek a végállomásán helyezkedik el a kohó.
Little Western (Kis nyugati) & Harwick vonal
Duck, Donald, Douglas, Oliver, a CGI érában Ryan és Daisy dolgoznak itt. Tidmouth-tól Callan-ig tart a vonal. Callan-től kezdődik az Arthur szárnyvonala, ami csak a sorozatban szerepel, hiszen a könyvekben Harwick-ig nem vezet vasút. Harwick-nak a könyvekben egy lóvasútja volt a 19. század végén, ám mivel a Mid Sodor sohasem érte el Harwick-et, így vasút nélkül maradt a település.
Arlesdale vasút
Csak a könyvekben és a CGI szériában szerepel. A Mid Sodor vasút alapzatára épült miniatűr vasút. Ballaszt, és utasszállítással foglalkozik.
Culdee Fell vasút
Csak a könyvekben szereplő, keskeny nyomtávú hegyi vasút.

## Szereplők

### Személyek
- Sir Topham Hatt, a "kövér igazgató", későbbi fordításokban a "kövér ellenőr".
- Lady Hatt, Sir Topham Hatt felesége
- Stephen és Bridget Hatt, Sir Topham és Lady Hatt unokái.
- Jeremiah Jobling
- Finney gazda
- Az inas
- A rendőr
- Mrs. Kyndley
- Jem Cole
- A lelkész
- Télapó
- Trotter gazda
- A frissítőárus hölgy
- Nancy
- A királynő
- Tom Tipper
- Öreg Bailey
- Dowager Hatt (a kövér ellenőr anyukája)
- Miss Jenny Packard, a Sodor Építőipari Vállalat igazgatója
- Az emelés irányító
- Cyril, a köd jelző őr
- Allicia Botti
- McColl gazda
- Az iskolaigazgató
- A boxfordi herceg és hercegnő
- A sodori rezesbanda
- Lord Callan
- Mr. Percival, a sovány ellenőr (a kis mozdonyokat felügyeli a 9. évadtól)
- A polgármester
- Mrs. Percival (a sovány ellenőr felesége)
- Az admirális
- Alice
- "Dusty" Dave, a molnár
- Sir Lowham Hatt, Kürtösi Kobak (A kövér ellenőr ikertestvére)
- Buborék bohóc
- Sir Robert Norramby, Sodor grófja
- Godred király
- A mogorva utas
- Matróz John
- Calles kapitány
- Joe kapitány
- Mr. Fergus Duncan
- Willie
- Franz
- Charubala, az Indiai Vasút ellenőre
- Dame Bella Canto, a híres olasz operaénekes
- Mia
- Charles herceg
- Ruth, a feltaláló
- Baz és Bernie
- Dr. Kim
- Dr. Holyfield
- Dr. Hetty
- Freidrich professzor

### Gőzmozdonyok
- Thomas, a gőzmozdony (01)
- Edward, a kék mozdony (02)
- Henry, a zöld mozdony (03)
- Gordon (04)
- James, a piros mozdony (05)
- Percy, az apró mozdony (06)
- Toby, a gőzvillamos (07)
- Duck (08) (Kacsa a 2. évadban)
- Donald és Douglas (09 és 10)
- Oliver (11) (Könyvekben 1436)
- Bill és Ben (Könyvekben számuk is van:Bill=01, Ben=02)
- City of Truro (A mozdony létezik)
- Repülő Skót (Flying Scotsman) (4472) (A mozdony létezik)
- Stepney (55) (A mozdony létezik)
- Lady
- Harvey, a darus mozdony (27)
- Emily (12)
- Fergus, a vasúti traktor
- Spencer, a hercegi mozdony
- Arthur
- Murdoch
- Molly
- Neville
- Rosie (37)
- Whiff (66) (Pöfi a 11. évadban)
- Billy
- Stanley
- Hank
- Flora
- Hiro, a "sínek ura" (51)
- Charlie (14)
- Bash és Dash
- Ferdinánd
- Scruff
- Belle, a tűzoltó mozdony (6120)
- Stephen
- Connor
- Caitlin
- Porter
- Gator
- Timothy, az "olajégető" mozdony
- Samson (15)
- Glynn, a "kávéfőző" mozdony (01)
- Ryan (1014)
- Ashima (India)
- Yong Bao (Kína)
- Raul (Brazília)
- Carlos (Mexikó)
- Shane (Ausztrália)
- Vinnie (6407) (Észak-Amerika)
- Axel (Belgium)
- Frieda (Németország)
- Gina (Olaszország)
- Rajiv (India)
- Theo, a kísérleti mozdony
- Lexi, a kísérleti mozdony
- Merlin, a "láthatatlan" (783)
- Hurricane (20)
- Nia (18) (Kenya)
- Beau (2573) (Észak-Amerika)
- Kwaku (Afrika)
- Sam (906)
- Logan (7109)
- Rebecca (22)
- Hong-Mei (01) (Kína)
- Tamika (23) (Ausztrália)
- Gabriela (Brazília)
- Lorenzo (Olaszország)
- Duchess (2020)
- Sonny (1842)
- Marcia és Marcio (Brazília)

Csak a könyvekben szerepelnek
- Neil (S&M 02)
- S&M 01 és S&M 03
- 98462 és 87546 (A rajongók elnevezései: Alfred, Crovan)
- Wilbert, az erdei mozdony (Wilbert Awdry után kapta a nevét, a mozdony létezik)
- 16 (A számát gyakran leírják betűvel)
- Jinty
- Pug
- Az idegen mozdony (Big City Engine)
- A piros mozdony
- Bluebell és Primrose
- Adams
- Cromford
- Captain Baxter
- Műhelyi mozdonyok
- Idegen tartálymozdonyok
- Kisiklott mozdony
- Leselejtezett mozdonyok
- Toby testvérei
- 8783 (Claude Hamilton típusú)
- Iron Duke
- Green Arrow (Zöld Nyíl)
- Az öreg mozdony (1020)
- Mallard (A mozdony létezik)
- Duchess of Hamilton
- Albert (Furness vasút)
- A kék mozdony
- A másik kék mozdony
- A másik piros mozdony
- A sötétzöld mozdony

### Dízelmozdonyok
- Diesel
- Daisy
- BoCo
- Mavis
- D261
- Derek
- Arry és Bert
- Salty (2991)
- Diesel 10
- Splatter és Dodge
- Dennis
- Den
- Dart
- Paxton
- Norman
- Sidney
- Philip (68)
- Hugo
- Ivan (Oroszország)
- Frankie (4002)
- Fernando (Brazília)
- Natalie (Észak-Amerika)
- A kínai dízel
- Noor Jehan (India)
- Shankar (India)

Csak a könyvekben szerepelnek
- Pip és Emma
- D7101 "Bear"
- D199 "Spamcan"
- Old Stuck Up
- D31120
- D10751
- The Works Diesel
- The Passing Diesel
- A másik vasúti dízelek
- BoCo hasonmás
- Mavis hasonmás

### Elektromos mozdonyok
- Stafford  (1917) (akkumulátoros)
- Etienne (Franciaország)
- Gustavo (04) (Brazília)
- Kenji (Japán)

### Keskeny nyomtávú vasút (Skarloey vasút)
- Skarloey (01)
- Rheneas (02)
- Sir Handel (03) (Falcon-ról átnevezve)
- Peter Sam (04) (Stuart-ról átnevezve)
- Rusty (05)
- Duncan (06)
- Duke
- Smudger (Füstös a 4. évadban)
- Bertram
- Mighty Mac (A Ffestiniog-i kettős mozdony)
- Proteus
- Freddie (07)
- Victor
- Luke (22)
- Millie

Csak a könyvekben szerepelnek
- Ivo Hugh (07)
- Stanley (MSR #2) (Az eredeti Nagypöffből)
- Talyllyn (Skarloey testvére a Talyllyn vasútról)
- Dolgoch (Rheneas testvére, a Talyllyn vasútról)
- Atlas, a bányamozdony

### Miniatűr mozdonyok (Arlesdale vasút)
- Rex
- Bert
- Mike

Csak a könyvekben szerepelnek
- Jock (Az Arlesdale vasútnál építették)
- Frank (az Arlesdale vasút egyetlen dízelmozdonya)
- Blister 01 és 02
- Sigrid

### Hegyi mozdonyok (Culdee Fell vasút)
Csak a könyvekben szerepelnek
- Godred (01) (leselejtezett)
- Ernest (02)
- Wilfred (03)
- Culdee (04)
- Shane Dooiney (05)
- Patrick (06) (Lord Harry-ről átnevezve)
- Alaric (07)
- Eric (08)

### Vagonok
- Annie és Clarabel
- Henrietta
- Expressz vagonok
- Vásott vagonok
- Segélyvonat (a "The Adventure Begins"-től Jerome és Judy azok)
- A rosszindulatú fékezőkocsi
- A kínai sárkány
- Toad (Varangy a 3. évadban)
- S.C. Ruffey (Szutykos a 4. évadban)
- Öreg személykocsi
- A sugárhajtómű
- Rocky
- Hector
- A lekapcsolható kocsik
- Judy és Jerome
- Bradford, a fékezőkocsi
- Hannah
- An An és Yin-Long (Kína)
- Aubrey és Aiden (Ausztrália)
- Dexter, az osztályterem-vagon
- Lei, a kínai teherkocsi
- Beppe (Olaszország)

Csak a könyvekben szerepelnek
- Isabel és Dulcie (Oliver személyvagonjai)
- Alice és Mirabel (Duck személyvagonjai)
- Ada, Jade, Mabel (nyitott keskeny nyomtávú személyvagonok)
- Cora (keskeny nyomtávú fékezőkocsi)
- Victoria
- Elsie, a csomagszállító vagon
- Fred Pelhay
- Az öreg vagon

### További szereplők
- Terence, a traktor
- Bertie, a busz
- Trevor, az úti traktor
- Harold, a helikopter
- Bulgy, az emeletes busz (Butus a 3. évadban)
- George, az úthenger
- Caroline
- Bulstrode, a bárka
- Posta autó
- Cranky, a kikötői daru
- Furgon 01,02,03
- Butch
- Thumper
- Tiger Moth (Medve lepke az 5. évadban)
- Elizabeth, a régimódi gőzteherautó
- Nelson (10)
- Jack (11)
- Alfie (12)
- Oliver, az exkavátor (14)
- Max és Monty (15) (16)
- Kelly (17)
- Byron (18)
- Ned (19)
- Isobella (22)
- Patrick (23)
- Buster, az úthenger
- Jeremy, a repülő
- Madge
- Colin
- Kevin
- Captain (Kapitány a 18. évadig)
- Vén Lihi, a rönkrakodó
- Hű-hó, a rönkrakodó
- Flynn, a tűzoltóautó (sínen is tud közlekedni)
- Merrick
- Owen, az emelőlift
- Winston, a sínautó
- Reg, a roncstelepi daru
- Marion, a vasúti gőzkotró
- Skiff, a sínhajó
- Beresford, a szárazföldi rakodódaru
- Carly, a sárga daru
- Nagy Mickey
- Ace (43) (Ausztrália)
- Kobe (Tanzánia)
- Emerson (Brazília)
- Carter (Amerika)
- Isla, az ausztrál repülő
- Cassia (Brazília)
- Darcy, az alagútfúró
- Stefano, a kétéltű jármű
- Brenda (24)
- Ester (33) (Olaszország)
- Cleo

## Gyártás

### Narrátor
A 12. évadig a narrátor szólalt meg egyben a szereplők hangján is, a 22. évadtól pedig Thomas minden egyes rész narrátora. Az első két évad narrátora Ringo Starr volt majd őt Michael Angelis követte, aki a brit változatban a 3.-tól egészen 16. évadig volt a narrátor. Az amerikai változatban George Carlin volt a narrátor az újraszinkronizált 1 és 2. évadban illetve a 3 és 4. évadban. Az amerikai változatban őt Alec Baldwin követte az 5. és 6. évadban. 

## Forgatás
Az eredeti élőszereplős időkben a részeket, több modellvasúti terepasztalon vették fel, amiket a stúdiókban készítettek el. 35 mm-es periszkóp lencsével ellátott kamerákat használtak a forgatáshoz, aminek köszönhetően a mozdonyokról közeli felvételekt tudtak készíteni. A nappali fényt a studió lámpáival készítették.  Az első évad elkészítése 500 ezer fontba került. 

### Vasútimodellek
Az eredeti élőszereplős időkben a részeket, több modellvasúti terepasztalon vették fel, amiket a stúdiókban készítettek el. A külön a részek miatt készített modellek 1:32-es méretben készítették el. A mozdonyok alvázát, a német Märklin készítette, amikbe füstölő generátorokat építettek be. A szemmozgatásokat távirányítással irányították. A mozdonyok arcát porcelánból készítették. Minden egyes mozdonynak több porcelánarca volt, amikkel a különböző érzelmeket tudták kifejezni a készítők. A porcelán arcokat gyakran kellett cserélni.

### Műtárgyak
Az élőszereplős időkben külön tervrajzok készültek a műtárgyakra és az alapján készítették el: a knapfordi pályaudvarra, a kocsiszínre a fordítókoronggal, az elsbridgi viaduktra. Az eget egy hatalmas vászonnal ábrázolták és különböző studió világítást használtak.

## Epizódok

### Évados áttekintés
A sorozat két kánont foglal magába, így összesen 3 külön univerzum létezik, a könyvekkel együtt. 
- Az első, a tárgymozgatós animációval készült évadok, ami magába foglalja a klasszikus érát (1.-7. évad) és a Jack and The Pack spin off-ot, a HIT Entertainment érát (8.-12. évad), valamint két filmet, a ,,Calling all Engines"-t (Teljes gőzzel előre), és a ,,The Great Discovery-t" (A Nagy felfedezés).
- A második a CGI évadok, ami magába foglalja a Nitrogen érát (13.-16. évad), a Brenner érát (17.-21. évad) és a BWBA (Big World Big Adventures) érát (22.-24. évad), valamint a Hiro of the Rails film utántól az összes filmet. 
A két kánon azért különbözik, mivel mindkettőnek megvannak a specifikus, saját szereplői, helyszínei akik/amik nem szerepelnek a másik kánonban. Pl. A Modell éra nem tartalmazza az Aresdale-i miniatűr mozdonyokat, a CGI érában pedig nincs benne Derek, Arthur, Murdoch stb.
| Évad                             | Évad                             | Epizódok                         | Eredeti sugárzás                 | Eredeti sugárzás                 | Magyar sugárzás                  | Magyar sugárzás                  |                                  |
| Évad                             | Évad                             | Epizódok                         | Évadpremier                      | Évadfinálé                       | Évadpremier                      | Évadfinálé                       |                                  |
| Tárgymozgatásos animációs évadok | Tárgymozgatásos animációs évadok | Tárgymozgatásos animációs évadok | Tárgymozgatásos animációs évadok | Tárgymozgatásos animációs évadok | Tárgymozgatásos animációs évadok | Tárgymozgatásos animációs évadok | Tárgymozgatásos animációs évadok |
| -------------------------------- | -------------------------------- | -------------------------------- | -------------------------------- | -------------------------------- | -------------------------------- | -------------------------------- | -------------------------------- |
|                                  | 1                                | 26                               | 1984. október 9.                 | 1985. január 8.                  | 2008. január 1.                  | 2008. január 13.                 |                                  |
|                                  | 2                                | 26                               | 1986. szeptember 24.             | 1986. december 17.               | 2008. január 14.                 | 2008. január 26.                 |                                  |
|                                  | 3                                | 26                               | 1992. február 25.                | 1992. július 14.                 | 2008. május 7.                   | 2008. május 19.                  |                                  |
|                                  | 4                                | 26                               | 1994. szeptember 10.             | 1995. május 30.                  | 2009. július 24.                 | 2009. augusztus 5.               |                                  |
|                                  | 5                                | 26                               | 1998. szeptember 14.             | 1998. október 19.                | 2009. augusztus 6.               | 2009. augusztus 18.              |                                  |
|                                  | 6                                | 26                               | 2002. szeptember 16.             | 2002. október 21.                | 2009. szeptember 1.              | 2009. szeptember 13.             |                                  |
|                                  | 7                                | 26                               | 2003. október 6.                 | 2003. november 10.               | 2009. szeptember 14.             | 2009. szeptember 26.             |                                  |
|                                  | 8                                | 26                               | 2004. augusztus 1.               | 2004. október 24.                | 2006. szeptember 25.             | 2006. október 30.                |                                  |
|                                  | 9                                | 26                               | 2005. szeptember 4.              | 2005. november 25.               | 2007. október 2.                 | 2007. november 6.                |                                  |
|                                  | 10                               | 28                               | 2006. október 2.                 | 2006. október 15.                | 2010. január 16.                 | 2010. április 17.                |                                  |
|                                  | 11                               | 26                               | 2007. szeptember 3.              | 2007. szeptember 19.             | 2010. május 24.                  | 2010. július 23.                 |                                  |
|                                  | 12                               | 20                               | 2008. szeptember 1.              | 2008. szeptember 26.             | Nem került bemutatásra           | Nem került bemutatásra           |                                  |
| CGI évadok                       |                                  |                                  |                                  |                                  |                                  |                                  |                                  |
|                                  | 13                               | 20                               | 2009. október 26.                | 2009. november 20.               | 2010. március 29.                | 2010. április 23.                |                                  |
|                                  | 14                               | 20                               | 2010. október 11.                | 2010. október 22.                | 2011. május 18.                  | 2011. június 6.                  |                                  |
|                                  | 15                               | 20                               | 2011. február 28.                | 2011. március 25.                | 2012. március 14.                | 2012. április 10.                |                                  |
|                                  | 16                               | 20                               | 2012. február 20.                | 2012. december 25.               | 2013. március 12.                | 2013. március 31.                |                                  |
|                                  | 17                               | 26                               | 2013. június 3.                  | 2013. november 10.               | 2014. március 14.                | 2014. április 6.                 |                                  |
|                                  | 18                               | 26                               | 2014. augusztus 25.              | 2015. január 11.                 | 2015. április 15.                | 2016. július 17.                 |                                  |
|                                  | 19                               | 26                               | 2015. szeptember 21.             | 2016. január 24.                 | 2016. július 18.                 | 2016. augusztus 7.               |                                  |
|                                  | 20                               | 28                               | 2016. szeptember 5.              | 2017. január 29.                 | 2017. december 31.               | 2018. január 27.                 |                                  |
|                                  | 21                               | 18                               | 2017. szeptember 18.             | 2017. december 24.               | Nem került bemutatásra           | Nem került bemutatásra           |                                  |
|                                  | 22                               | 26                               | 2018. szeptember 3.              | 2018. október 8.                 | 2019. augusztus 15.              | 2019. szeptember 15.             |                                  |
|                                  | 23                               | 26                               | 2019. május 1.                   | 2019. október 20.                | 2023. március 1.                 | 2023. május 14.                  |                                  |
|                                  | 24                               | 26                               | 2020. május 1.                   | 2020. július 19.                 | 2023. március 11.                | 2023. május 21.                  |                                  |

## Szinkronhangok
| Szereplő    | Eredeti hang                                                                                              | Magyar hang                                                                 |
| ----------- | --- | --------------------------------------------------------------------------- |
| Mesélő      | Ringo Starr (1–2. évad) Michael Angelis (3–16. évad) Mark Moraghan (17–21. évad) Joseph May (22–24. évad) | Bata János (1–3. évad) Csankó Zoltán (4–20. évad) Csőre Gábor (22-24. évad) |
| Thomas      | Ben Small (13–17. évad) John Hasler (18–24. évad)                                                         | Lippai László (13–16. évad) Csőre Gábor (17-24. évad)                       |
| Edward      | Keith Wickham                                                                                             | Galbenisz Tomasz (13–20. évad) Bata János (16x4) Fekete Zoltán (22. évad)   |
| Henry       | Keith Wickham                                                                                             | Seder Gábor                                                                 |
| Gordon      | Keith Wickham                                                                                             | Karácsonyi Zoltán                                                           |
| Salty       | Keith Wickham                                                                                             | Schmied Zoltán                                                              |
| Harvey      | Keith Wickham                                                                                             | N/A                                                                         |
| Whiff       | Keith Wickham                                                                                             | Pál Tamás (énekes)                                                          |
| Bash        | Keith Wickham                                                                                             | Renácz Zoltán                                                               |
| Dash        | Matt Wilkinson                                                                                            | Renácz Zoltán                                                               |
| Diesel 10   | Matt Wilkinson                                                                                            | Bolla Róbert                                                                |
| Spencer     | Matt Wilkinson                                                                                            | Rosta Sándor (13x1–2) Maday Gábor (13x14–22. évad)                          |
| Stanley     | Matt Wilkinson                                                                                            | N/A                                                                         |
| Scruff      | Matt Wilkinson                                                                                            | Kárpáti Levente                                                             |
| Charlie     | Matt Wilkinson                                                                                            | Kisfalusi Lehel (13. évad)                                                  |
| James       | Keith Wickham (13–20. évad) Rob Rackstraw (20–24. évad)                                                   | Gyurity István                                                              |
| Percy       | Keith Wickham (13–18. évad) Nigel Pilkington (19–24. évad)                                                | Szokol Péter                                                                |
| Toby        | Ben Small (13–18. évad) Rob Rackstraw (19–24. évad)                                                       | Rosta Sándor                                                                |
| Duck        | Steven Kynman                                                                                             | Vincze Gábor Péter                                                          |
| Donald      | Rob Rackstraw                                                                                             | Kálid Artúr                                                                 |
| Douglas     | Joe Mills                                                                                                 | Rubold Ödön                                                                 |
| Oliver      | Joe Mills (18–20. évad) Tim Whitnall (20–23. évad)                                                        | N/A                                                                         |
| Bill        | Jonathan Broadbent (17–19. évad) Rasmus Hardliker (22–24. évad)                                           | N/A                                                                         |
| Ben         | Jonathan Broadbent (17–19. évad) Matt Wilkinson (22–24. évad)                                             | Czető Roland (18–22. évad)                                                  |
| Diesel      | Kerry Shale                                                                                               | Bolla Róbert                                                                |
| Arry        | Kerry Shale                                                                                               | N/A                                                                         |
| Daisy       | Tracy Ann Oberman                                                                                         | N/A                                                                         |
| Mavis       | Teresa Gallagher                                                                                          | Solecki Janka (13–17. évad) Andai Katalin (18–20. évad)                     |
| Emily       | Teresa Gallagher                                                                                          | Haffner Anikó                                                               |
| Belle       | Teresa Gallagher                                                                                          | Törtei Tünde (15. évad)                                                     |
| Bert        | Kerry Shale (14–15. évad) William Hope (16–21. évad) Keith Wickham (20–21. évad)                          | N/A                                                                         |
| Rosie       | Teresa Gallagher (13–16. évad) Nicola Stapleton (21–24. évad)                                             | Gulás Fanni                                                                 |
| Hiro        | Togo Igawa                                                                                                | Megyeri János                                                               |
| Ferdinánd   | Ben Small                                                                                                 | Király Attila (15. évad)                                                    |
| Flynn       | Rupert Degas (15–16. évad) Ben Small (17. évad) Rob Rackstraw (19–23. évad)                               | Rosta Sándor (16. évad)                                                     |
| Den         | Rupert Degas (15. évad) Keith Wickham (16–23. évad)                                                       | Kapácsy Miklós (16. évad)                                                   |
| Dart        | Rupert Degas (15–16. évad) Steven Kynman (17–13. évad)                                                    | N/A                                                                         |
| Victor      | David Bedella                                                                                             | Kajtár Róbert (13. évad) Pusztaszeri Kornél (14– évad)                      |
| Hong-Mei    | Chipo Chung                                                                                               | Pekár Adrienn                                                               |
| Toad        | Joe Mills                                                                                                 | Forgács Gábor (19. évad)                                                    |
| Caitlin     | Rebecca O'Mara (17–19. évad) Jules de Jongh (20–23. évad)                                                 | Czifra Krisztina                                                            |
| Connor      | Jonathan Forbes                                                                                           | Albert Gábor                                                                |
| Cranky      | Matt Wilkinson                                                                                            | Szabó Sipos Barnabás (13. évad) Joó Gábor (14–22. évad)                     |
| Kevin       | Matt Wilkinson                                                                                            | Szabó Máté (13. évad) Moser Károly (14–22. évad)                            |
| Annie       | Teresa Gallagher                                                                                          | Kovács Nóra                                                                 |
| Clarabel    | Teresa Gallagher                                                                                          | Sági Tímea                                                                  |
| Sidney      | Bob Golding                                                                                               | Várday Zoltán                                                               |
| Rheneas     | Ben Small (16–18. évad) John Hasler (20. évad)                                                            | Bodrogi Attila                                                              |
| Duncan      | Tom Stourton                                                                                              | Kapácsy Miklós                                                              |
| Peter Sam   | Steven Kynman                                                                                             | Penke Bence                                                                 |
| Marion      | Olivia Colman (18–22. évad) Lucy Montgomery (24. évad)                                                    | Hábermann Lívia                                                             |
| Bradford    | Rob Rackstraw                                                                                             | Petridisz Hrisztosz                                                         |
| Samson      | Robert Wilfort                                                                                            | Kertész Péter                                                               |
| Repülő Skót | Rufus Jones                                                                                               | Törköly Levente                                                             |
| Murdoch     | Paul Larson                                                                                               | Csankó Zoltán                                                               |